# Nepaloserica sankhuwasabhae
Nepaloserica sankhuwasabhae är en skalbaggsart som beskrevs av Ahrens och Guido Sabatinelli 1996. Nepaloserica sankhuwasabhae ingår i släktet Nepaloserica och familjen Melolonthidae. Inga underarter finns listade i Catalogue of Life.